# Baja Sessions
Baja Sessions — шестой студийный альбом американского музыканта Криса Айзека, изданный 8 октября 1996 года.

## Информация об альбоме
Название альбома очень схоже с названием региона Нижняя Калифорния (исп. Baja California). Диск включает в себя в основном композиции в акустичном стиле.
Baja Sessions содержит большое количество кавер-версий, а также некоторые перезаписанные песни Криса Айзека такие как: «Dancin'», «Wrong to Love You», «Back on Your Side», «Pretty Girls Don’t Cry», «Two Hearts».
Также в альбоме присутствуют и новые композиции Криса Айзека — «I Wonder», «Return to Me», «Waiting for My Lucky Day». Айзек исполнил композицию Бинга Кросби — «Sweet Leilani», «Only the Lonely» (принадлежащая Рою Орбисону), «South of the Border (Down Mexico Way)» Джимми Кеннеди и ещё одна кавер-версия — «Yellow Bird».
Обозреватель из Allmusic в рецензии написал, что Baja Sessions звучит мягче и спокойнее, чем предыдущий альбом, Forever Blue. Как и на ранних альбомах, так и в песнях Baja Sessions снова встречается романтическая тоска. Айзек перезаписал свои старые песни и сделал некоторые кавер-версии, а также создал новые композиции, делая большой упор на акустическую гитару и мягкое звучание барабанов. Новые версии треков «Two Hearts» и «Back on Your Side» звучат прекрасно и безмятежно. Рецензент полагает, что Крис Айзек собрал воедино песни от классики рок-н-ролла до кантри. Музыкальная газета отмечает, что от музыканта не следовало ожидать чего-либо нового, так как все 13 композиций выглядят как одна. Однако в газете все же признали, что альбом получился отточенным и элегантным, а его гитарные рок-н-ролльные партии, переплетающиеся с латиноамериканскими мелодиями, подчеркивают, что Айзек умеет с лёгкостью перенимать все новое и органично соединять это в своей музыке.

## Список композиций
| №   | Название                   | Авторы                                                      | Длительность |
| --- | -------------------------- | ----------------------------------------------------------- | ------------ |
| 1.  | «Pretty Girls Don’t Cry»   | Крис Айзек                                                  | 3:09         |
| 2.  | «Back on Your Side»        | Крис Айзек                                                  | 3:03         |
| 3.  | «Only the Lonely»          | Джо Мелсон, Рой Орбисон                                     | 2:53         |
| 4.  | «South of the Border»      | Майкл Карр, Джимми Кеннеди                                  | 3:10         |
| 5.  | «I Wonder»                 | Джордж Брунс, Крис Айзек                                    | 2:55         |
| 6.  | «Wrong to Love You»        | Крис Айзек                                                  | 3:55         |
| 7.  | «Waiting for My Lucky Day» | Крис Айзек                                                  | 2:38         |
| 8.  | «Yellow Bird»              | Номан Любофф, Алан Бергман                                  | 2:29         |
| 9.  | «Two Hearts»               | Крис Айзек                                                  | 3:19         |
| 10. | «Return to Me»             | Дэнни Ди Минно, Дэн Хартман, Кармен Ломбардо, Чарли Миднайт | 2:17         |
| 11. | «Dancin’»                  | Крис Айзек                                                  | 3:57         |
| 12. | «Sweet Leilani»            | Гарри Оуенс                                                 | 2:16         |
| 13. | «Think of Tomorrow»        | Крис Айзек                                                  | 2:57         |

## Чарты и сертификации
| Страна         | Место |
| -------------- | ----- |
| Австралия      | 8     |
| Новая Зеландия | 11    |
| США            | 33    |
| Швеция         | 38    |
| Франция        | 43    |

| Страна     | Сертификация |
| ---------- | ------------ |
| США (RIAA) | Золотой      |

## Участники записи
- Крис Айзек — вокал, гитара
- Хершель Ятовитз — гитара
- Роланд Сэлли — бас-гитара
- Кенни Дэйл Джонсон — ударные